# Super deformed
Super deformed (jap. スーパー・デフォルメ suupaa deforume) – japoński styl tworzenia karykaturalnego wyglądu postaci.

Postać w stylu chibi

Styl ten jest częścią japońskiej kultury i można go łatwo dostrzec w Japonii – jest on stosowany na znakach oraz w reklamach. Często używany w mandze i anime, gdzie w krótkich przerywnikach pokazywane są silnie przesadzone emocje, szczególnie złość lub zaskoczenie. Zdeformowane postacie przeważnie mają być słodkie oraz stanowić humorystyczny dodatek do fabuły.